# Yamakasi (альбом)
YAMAKASI — п'ятий студійний концептуальний альбом владикавказького дуету Miyagi & Andy Panda, випущений 17 липня 2020 року на лейблі Hajime Records. Цей альбом є першим в дискографії дуету, записаний без участі запрошених виконавців. YAMAKASI став першим проектом Азамата і Сослана з 2018 року після альбому «Hajime, pt. 3».

## Опис
«Ми постаралися зробити його цілісним, самодостатнім полотном, яке здатне бути зрозумілим, — зізнаються Азамат і Сослан. — У музичному плані це робота, наповнена хвилюючим саундом, своєчасно б'ючими хуками і нескінченними експериментами». Альбом отримав свою назву від французького бойовика «Ямакасі».

## Історія
Спочатку, владикавказький дует не планував так скоро випускати п'ятий альбом. До цього спонукала трагедія родини Арнелли Персаєвої: в 2019 році дворічній дівчинці поставили діагноз «спінальна м'язова атрофія». На лікування потрібно було близько 2 мільйонів доларів, і дует не міг залишитися осторонь. За рік Азамат і Сослан записали п'ятий студійний альбом, а 5 березня 2020 року він був повністю зведений.
Для того, щоб допомогти зібрати певну суму, Miyagi & Andy Panda ще в 2019 році анонсували благодійний концертний тур «Arnella's Tour» по містах Європи. Але через поширення коронавірусної інфекції концерти пройшли тільки в Берліні і Празі. Тоді, 25 березня 2020 року дует запустив #YAMAKASICHALLENGE, суть якого полягала в тому, щоб зібрати гроші за рахунок добровільного пожертвування фанатів. Так, в результаті вдалося зібрати 11 мільйонів рублів, а Арнелла успішно пройшла лікування.
За цей час дует встиг випустити сингли з майбутнього альбому: «Utopia», «Мало нам». 5 червня 2020 року дует випустив сніппет одного з треків «YAMAKASI».
26 червня Miyagi & Andy Panda опублікували трекліст, а 2 липня анонсували дату релізу.
Реліз альбому відбувся 17 липня 2020 року на цифрових майданчиках Apple Music, iTunes, BOOM, Яндекс. Музика, Spotify. Альбом відразу стартував з 1 місця в альбомному чарті iTunes і Apple Music.

## Список композицій
| #     | Назва             | Тривалість |
| ----- | ----------------- | ---------- |
| 1.    | «Atlant»          | 3:07       |
| 2.    | «Utopia»          | 3:29       |
| 3.    | «Мало нам»        | 3:48       |
| 4.    | «Психопатия»      | 3:28       |
| 5.    | «Tantra»          | 4:15       |
| 6.    | «Medicine»        | 3:37       |
| 7.    | «Minor»           | 2:55       |
| 8.    | «Там ревели горы» | 2:56       |
| 9.    | «Yamakasi»        | 4:23       |
| 31:58 |                   |            |

## Чарти
| Чарти (2020)        | Найвища позиція |
| ------------------- | --------------- |
| Росія (Apple Music) | 1               |
| GooglePlay          | 2               |

| Чарти (2020)        | Пісня           | Найвища позиція |
| ------------------- | --------------- | --------------- |
| Росія (Apple Music) | Minor           | 3               |
| Росія (Apple Music) | Atlant          | 5               |
| Росія (Apple Music) | Yamakasi        | 9               |
| Росія (Apple Music) | Utopia          | 9               |
| Росія (Apple Music) | Там ревели горы | 10              |
| ВКонтакті           | Minor           | 2               |
| ВКонтакті           | Там ревели горы | 3               |
| ВКонтакті           | Yamakasi        | 6               |
| ВКонтакті           | Atlant          | 8               |
| ВКонтакті           | Tantra          | 10              |